# Douze pièces de difficulté moyenne pour piano
Les Douze pièces de difficulté moyenne pour piano, op. 40, de Piotr Ilitch Tchaïkovski sont un recueil de pièces pour piano qu'il composa en 1878.

## Structure
1. Étude (sol majeur)
2. Chanson triste (sol mineur)
3. Marche funèbre (ut mineur)
4. Mazurka (ut majeur)
5. Mazurka (ré majeur)
6. Chant sans paroles (la mineur)
7. Au village (la mineur - ut majeur)
8. Valse (la bémol majeur)
9. Valse (fa dièse mineur)
10. Danse russe (la mineur)
11. Scherzo (ré mineur)
12. Rêverie interrompue (la bémol majeur)

## Genèse
Tchaïkovski avait composé la Danse russe en 1877 comme numéro supplémentaire au troisième acte du Lac des cygnes. Rêverie interrompue est basée sur un thème que Tchaïkovski avait entendu chanter par la fenêtre, à Venise, par un chanteur des rues. Il réutilisa ce thème dans Le Joueur d'orgue de barbarie de son Album pour enfants, op. 39.
La même année, Tchaïkovski composa une variante de la Valse en fa dièse mineur (nº 9) pour Sergueï Taneyev, qui porte le nom de Valse en fa dièse mineur.